# Русецький Аркадій Володимирович
Аркадій Володимирович Русецький (1 листопада 1942, село Гіревичі, тепер Воложинського району Мінської області, Республіка Білорусь — 10 січня 2021, місто Вітебськ, Республіка Білорусь) — білоруський радянський діяч, філософ, культуролог, ректор Вітебського державного університету імені Машерова (1997—2009), секретар ЦК КП Білорусії. Член Бюро ЦК КП Білорусі в 1990—1991 роках. Член Ради Республіки Національних Зборів Республіки Білорусь другого скликання в 2000—2004 роках. Кандидат філософських наук (1978), доктор історичних наук (1990), професор (1996), академік Білоруської академії освіти (1998), академік Міжнародної академії наук вищої школи в Москві (2000), академік Міжнародної академії наук інформації, інформаційних процесів та технологій в Москві. Член Спілки письменників Білорусі.

## Життєпис
У 1959—1961 роках працював робітником радгоспу «Раковський» Воложинського району Мінської області. У 1962—1967 роках був культпрацівником, журналістом газети «Браслаўская звязда». Член КПРС.
У 1967—1969 роках — інструктор Вітебського обласного комітету ЛКСМ Білорусії.
У 1969 році закінчив Білоруський державний університет імені Леніна за спеціальністю «філософія». 
У 1969—1970 роках — асистент кафедри філософії, політекономії та наукового комунізму Вітебського педагогічного інституту імені Кірова.
У 1970 році — консультант Будинку політичної освіти Вітебського обласного комітету КП Білорусії.
У 1970—1975 роках — секретар, 2-й секретар, 1-й секретар Вітебського обласного комітету ЛКСМ Білорусії.
У 1975—1978 роках навчався в аспірантурі Академії суспільних наук при ЦК КПРС у Москві. У 1978 році захистив кандидатську дисертацію на тему «Художня культура як фактор патріотичного виховання трудящих в умовах розвиненого соціалізму».
У 1978—1985 роках — секретар, 2-й секретар Вітебського міського комітету КП Білорусії.
У 1985—1990 роках — 1-й заступник завідувача відділу пропаганди та агітації ЦК КП Білорусії; завідувач ідеологічного відділу ЦК КП Білорусії.
У 1990 році захистив докторську дисертацію на тему «Досвід та проблеми реалізації політики КПРС у галузі художньої культури у 80-ті роки: (на матеріалах Комуністичної партії Білорусії)».
11 грудня 1990 — серпень 1991 року — секретар ЦК КП Білорусії.
З 1991 до 1992 року — професор кафедри етики, естетики та наукового атеїзму Білоруського державного університету.
У 1992—1993 pоках був директором Вітебської філії, а також заступником генерального директора Міжнародного інституту менеджменту.
У 1993—1995 роках — заступник директора Вітебського обласного інституту удосконалення вчителів. 
У 1995-1997 роках — заступник, 1-й заступник голови виконавчого комітету Вітебської міської ради.
У 1997-2009 роках — ректор Вітебського державного університету імені Машерова.
З 2009 до 2020 року — професор кафедри загальної історії та світової культури Вітебського державного університету імені Машерова.
Був членом редакційної колегії «Вчених записок УО "ВДУ імені П. М. Машерова»; заступником головного редактора науково-практичного журналу «Мистецтво та культура».
Досліджував питання розвитку та сучасного стану художньої культури Білорусі; організацію роботи вищої школи; виховання сучасного студентства.
Помер 10 січня 2021 року в місті Вітебську.

## Нагороди та звання
- орден «Знак Пошани»
- орден Андрія Первозванного
- медаль Франциска Скорини 92002)
- Премія імені Володимира Короткевича (2001)
- Нагрудний знак Міністерства народної освіти Білорусі «Відмінник освіти»
- Подяка Президента Республіки Білорусь (1998)
- Почесна грамота Вітебського облвиконкому (2003)
- Почесна грамота Міністерства освіти Республіки Білорусь (2009)
- Почесна грамота Вітебського державного університету імені Машерова (2016)